# Vilisle
Vilisle is een voormalige gemeente in het Franse departement Meuse in de toenmalige regio Lotharingen. De gemeente werd in 1973 gevormd door de fusie van de gemeenten Lisle-en-Barrois en Villotte-devant-Louppy en maakte deel uit van het arrondissement Bar-le-Duc en van het kanton Vaubecourt. In 1986 werd de fusie ongedaan gemaakt en werden de voormalige gemeenten weer hersteld.